# Marino Pušić
Marino Pušić (Mostar, Yugoslavia, 18 de agosto de 1971) es un exjugador y entrenador de fútbol neerlandés. Actualmente está sin club.

## Carrera como jugador
Como futbolista, Pušić jugó en el De Graafschap, VV Rheden, 1. FC Colonia II y KAS Eupen.
Formó parte del equipo del Estrella Roja de Belgrado que ganó la Copa de Europa 1990-91, pero aún era demasiado joven para participar en cualquiera de sus partidos. Después de huir de las guerras yugoslavas a los Países Bajos, rechazó ser transferido al Dinamo Zagreb en 1999 cuando jugaba para el Babberich del Hoofdklasse.Más tarde, Pušić se convirtió en una leyenda en el club, cuando marcó los dos goles en la final de la Copa Amateur de Holanda 1996 contra el SHO en De Kuip.

## Carrera como entrenador
En sus comienzos, Pušić fue entrenador en la Academia de Fútbol del Vitesse y luego del AGOVV. Posteriormente, fue asistente técnico en el NAC Breda, Inter Bakú y el FC Twente.
El 18 de octubre de 2017, fue nombrado entrenador interino del FC Twente después de que su predecesor René Hake se viera obligado a marcharse.El 29 de octubre de 2017, Gertjan Verbeek fue presentado como nuevo entrenador, tras lo cual Pušić volvió a ocupar su puesto de asistente técnico. El 26 de marzo de 2018, estuvo a cargo del primer equipo de manera interina, ya que Verbeek fue despedido.Como interino, no pudo salvar al club que terminó último en la Eredivisie, descendiendo así a la Eerste Divisie. A partir de la temporada 2018-19, Pušić fue ascendido a entrenador permanente.
Después de terminar en primer lugar y convertirse en campeón de la Eerste Divisie, y así asegurar el ascenso a la Eredivisie, Pušić fue despedido el 7 de mayo de 2019.Luego fue contratado para convertirse en segundo entrenador del AZ Alkmaar en mayo de 2019.
En enero de 2021, el Feyenoord anunció que había contratado a Pušić como asistente técnico, a partir de la temporada 2021-22. Como el AZ Alkmaar despidió anteriormente al entrenador Arne Slot por negociar con el club de Róterdam, también se desprendieron del croata.
El 24 de octubre de 2023, Pušić se convirtió en el entrenador del club ucraniano Shakhtar Donetsk.El 11 de mayo de 2024, guio al equipo a su decimoquinto título de liga en la temporada 2023-24, tras una victoria por 1-0 sobre el segundo clasificado, el Dinamo de Kiev. En mayo de 2025, fue relevado de sus funciones tras la finalización de la campaña.

## Clubes

### Como jugador
| Club                     | País         | Año       |
| ------------------------ | ------------ | --------- |
| De Graafschap Doetinchem | Países Bajos | 1989-1990 |
| Go Ahead Eagles          | Países Bajos | 1990      |
| Estrella Roja            | Yugoslavia   | 1990-1991 |
| Velež Mostar             | Yugoslavia   | 1991-1992 |
| De Graafschap Doetinchem | Países Bajos | 1992-1993 |
| VV Rheden                | Países Bajos | 1993-1994 |
| 1. FC Colonia II         | Alemania     | 1994-1995 |
| KAS Eupen                | Bélgica      | 1995-1996 |
| Babberich                | Países Bajos | 1996-2000 |

### Como entrenador
| Club             | País         | Año       |
| ---------------- | ------------ | --------- |
| FC Twente        | Países Bajos | 2017      |
| FC Twente        | Países Bajos | 2018-2019 |
| Shakhtar Donetsk | Ucrania      | 2023-2025 |

## Estadísticas como entrenador
| Equipo                     | Div.                | Temporada           | Liga  | Liga | Liga | Liga | Liga |       | Copa | Copa | Copa | Copa  |   | Internacional | Internacional | Internacional | Internacional | Internacional |   | Otros | Otros | Otros | Otros |    | Totales     | Totales | Totales | Totales | Totales | Totales | Totales | Totales |
| Equipo                     | Div.                | Temporada           | Part. | G    | E    | P    | Pos. | Part. | G    | E    | P    | Part. | G | E             | P             | Pos.          | Part.         | G             | E | P     | Part. | G     | E     | P  | Rendimiento | GF      | GC      | Dif.    |         |         |         |         |
| -------------------------- | ------------------- | ------------------- | ----- | ---- | ---- | ---- | ---- | ----- | ---- | ---- | ---- | ----- | - | ------------- | ------------- | ------------- | ------------- | ------------- | - | ----- | ----- | ----- | ----- | -- | ----------- | ------- | ------- | ------- | ------- | ------- | ------- | ------- |
| Twente · Países Bajos      | 1.ª                 | 2017-18             | 8     | 2    | 2    | 4    | 18.º | 1     | 1    | 0    | 0    | -     | - | -             | -             | -             | -             | -             | - | -     | 9     | 3     | 2     | 4  | 40.74%      | 12      | 14      | -2      |         |         |         |         |
| Twente · Países Bajos      | 2.ª                 | 2018-19             | 38    | 25   | 5    | 8    | 1.º  | 4     | 3    | 0    | 1    | -     | - | -             | -             | -             | -             | -             | - | -     | 42    | 28    | 5     | 9  | 70.64%      | 82      | 44      | +38     |         |         |         |         |
| Twente · Países Bajos      | Total               | Total               | 46    | 27   | 7    | 12   | -    | 5     | 4    | 0    | 1    | -     | - | -             | -             | -             | -             | -             | - | -     | 51    | 31    | 7     | 13 | 65.36%      | 94      | 58      | +36     |         |         |         |         |
| Shakhtar Donetsk · Ucrania | 1.ª                 | 2023-24             | 20    | 16   | 2    | 2    | 1.º  | 3     | 3    | 0    | 0    | 6     | 2 | 1             | 3             | 1/16          | -             | -             | - | -     | 29    | 21    | 3     | 5  | 75.86%      | 61      | 28      | +33     |         |         |         |         |
| Shakhtar Donetsk · Ucrania | 1.ª                 | 2024-25             | 30    | 18   | 8    | 4    | 3.º  | 4     | 3    | 1    | 0    | 8     | 2 | 1             | 5             | FG            | -             | -             | - | -     | 42    | 23    | 10    | 9  | 62.7%       | 81      | 43      | +38     |         |         |         |         |
| Shakhtar Donetsk · Ucrania | Total               | Total               | 50    | 34   | 10   | 6    | -    | 7     | 6    | 1    | 0    | 14    | 4 | 2             | 8             | -             | -             | -             | - | -     | 71    | 44    | 13    | 14 | 68.07%      | 142     | 71      | +71     |         |         |         |         |
| Total en su carrera        | Total en su carrera | Total en su carrera | 96    | 61   | 17   | 18   | -    | 12    | 10   | 1    | 1    | 14    | 4 | 2             | 8             | -             | -             | -             | - | -     | 122   | 75    | 20    | 27 | 66.94%      | 236     | 129     | +107    |         |         |         |         |
| 1. 2.                      |                     |                     |       |      |      |      |      |       |      |      |      |       |   |               |               |               |               |               |   |       |       |       |       |    |             |         |         |         |         |         |         |         |

### Resumen por competiciones
| Competición                  | Partidos | Ganados | Empatados | Perdidos | %      |
| ---------------------------- | -------- | ------- | --------- | -------- | ------ |
| Eerste Divisie               | 38       | 25      | 5         | 8        | 70.18% |
| Eredivisie                   | 8        | 2       | 2         | 4        | 33.33% |
| Copa de los Países Bajos     | 5        | 4       | 0         | 1        | 80%    |
| Liga Premier de Ucrania      | 50       | 34      | 10        | 6        | 74.67% |
| Copa de Ucrania              | 7        | 6       | 1         | 0        | 90.47% |
| Liga de Campeones de la UEFA | 12       | 4       | 1         | 7        | 36.11% |
| Liga Europea de la UEFA      | 2        | 0       | 1         | 1        | 16.67% |
| TOTAL                        | 122      | 75      | 20        | 27       | 66.94% |

## Palmarés

### Como entrenador

#### Campeonatos nacionales
| Título                  | Equipo           | País         | Año     |
| ----------------------- | ---------------- | ------------ | ------- |
| Eerste Divisie          | FC Twente        | Países Bajos | 2018-19 |
| Liga Premier de Ucrania | Shakhtar Donetsk | Ucrania      | 2023-24 |
| Copa de Ucrania         | Shakhtar Donetsk | Ucrania      | 2023-24 |
| Copa de Ucrania         | Shakhtar Donetsk | Ucrania      | 2024-25 |